# L'irradiador del port i les gavines

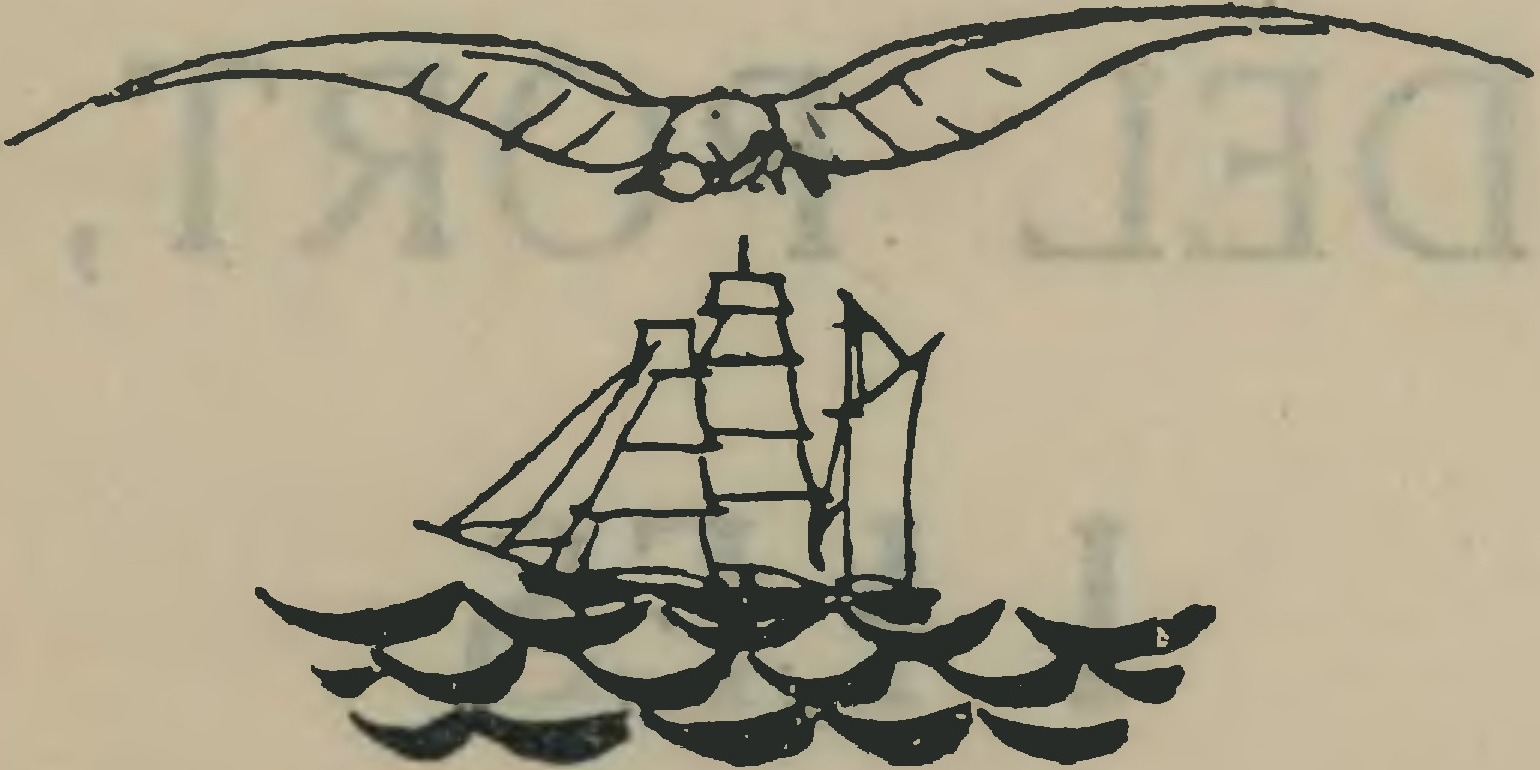
L'irradiador del port i les gavines (1921) - pàgina 12

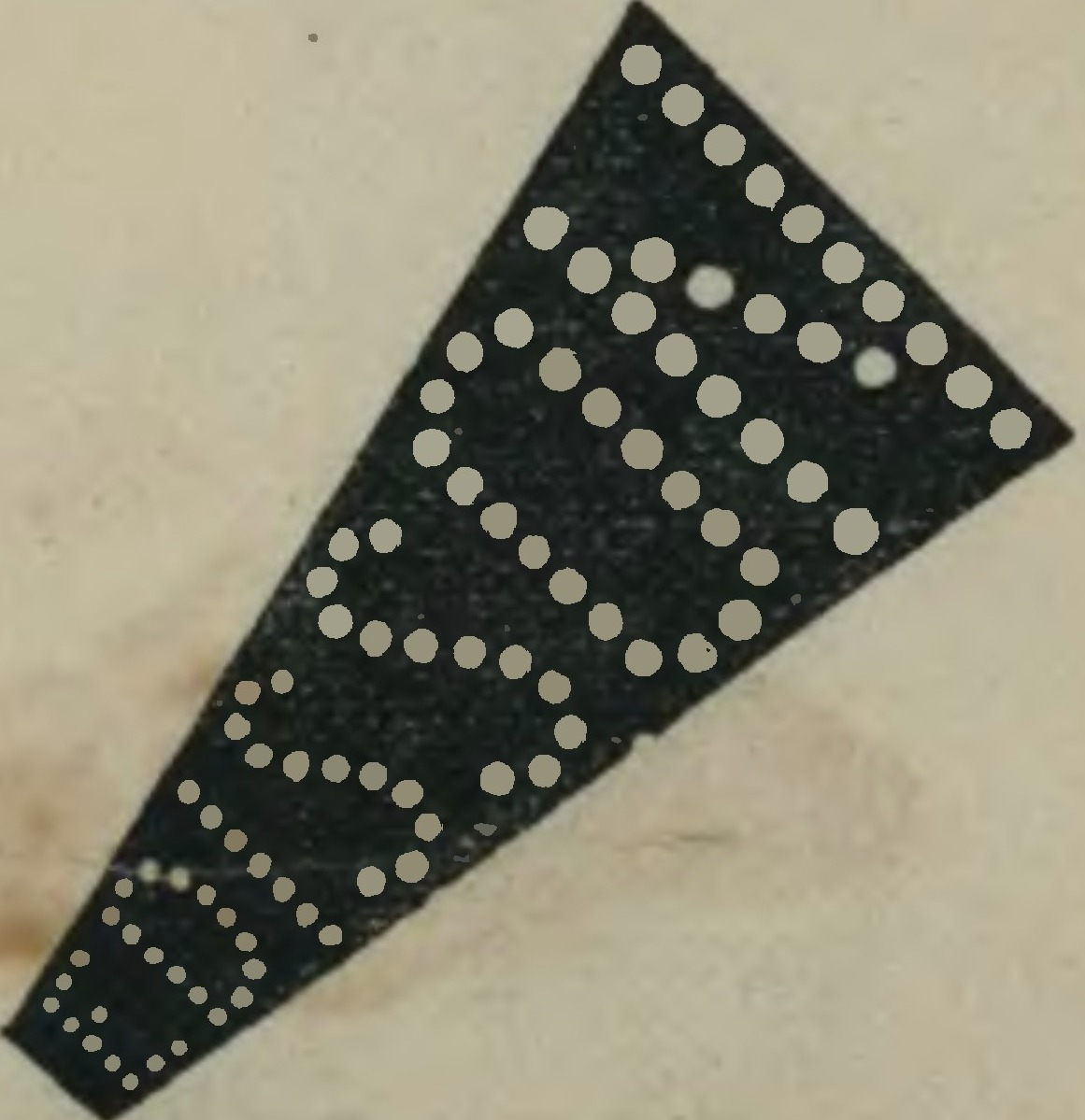
Pàg. 7

L'irradiador del port i les gavines és el segon poemari de Joan Salvat-Papasseit, publicat el 1921. Aquest recull aplega vint-i-cinc poemes, escrits entre 1919 i 1921, que combinen influències de les avantguardes europees amb trets característics de la tradició poètica.
L’adopció d’elements formals d’inspiració avantguardista, juntament amb un enfocament amorós d’un erotisme subtil i delicat, generà controvèrsies, sobretot en els anys immediats a la seva aparició. L’obra reflecteix clarament tant l’heterogeneïtat de l’avantguardisme futurista de Salvat com la tensió constant entre tradició i modernitat que marcà l’escenari cultural català, deixant una empremta profunda en la seva producció literària.